# Kościół świętych Fabiana i Wenancjusza w Rzymie
Kościół świętych Fabiana i Wenancjusza w Rzymie (wł. Chiesa dei Santi Fabiano e Venanzio) – rzymskokatolicki kościół tytularny w Rzymie. 
Świątynia ta jest kościołem parafialnym parafii świętych Fabiana i Wenancjusza oraz kościołem tytularnym.

## Lokalizacja
Kościół znajduje się w VIII dzielnicy Rzymu – Tuscolano (Q VIII) przy Via Terni 92.

## Patroni
Patronami świątyni są święci papież Fabian i Wenancjusz z Camerino – męczennicy, którzy ponieśli śmierć za wiarę chrześcijańską w połowie III wieku.
Początkowo kościół miał być dedykowany tylko św. Fabianowi. Przed rozpoczęciem budowy zdecydowano jednak, że nowa świątynia będzie pełniła rolę kościoła regionalnego dla osób pochodzących z Camerino, w miejsce zburzonego w 1928 roku kościoła Santi Venanzio e Ansovino. W związku z tym do wezwania świątyni dodano św. Wenancjusza, będącego patronem Camerino.

## Historia
Parafia świętych Fabiana i Wenancjusza została ustanowiona w 1933 roku. Autorem projektu kościoła parafialnego był Clemente Busciri Vici. Budowa kościoła trwała 2 lata i został otwarty dla kultu w 1936 roku, konsekrowano go jednak dopiero 5 listopada 1959 roku.

## Architektura i sztuka

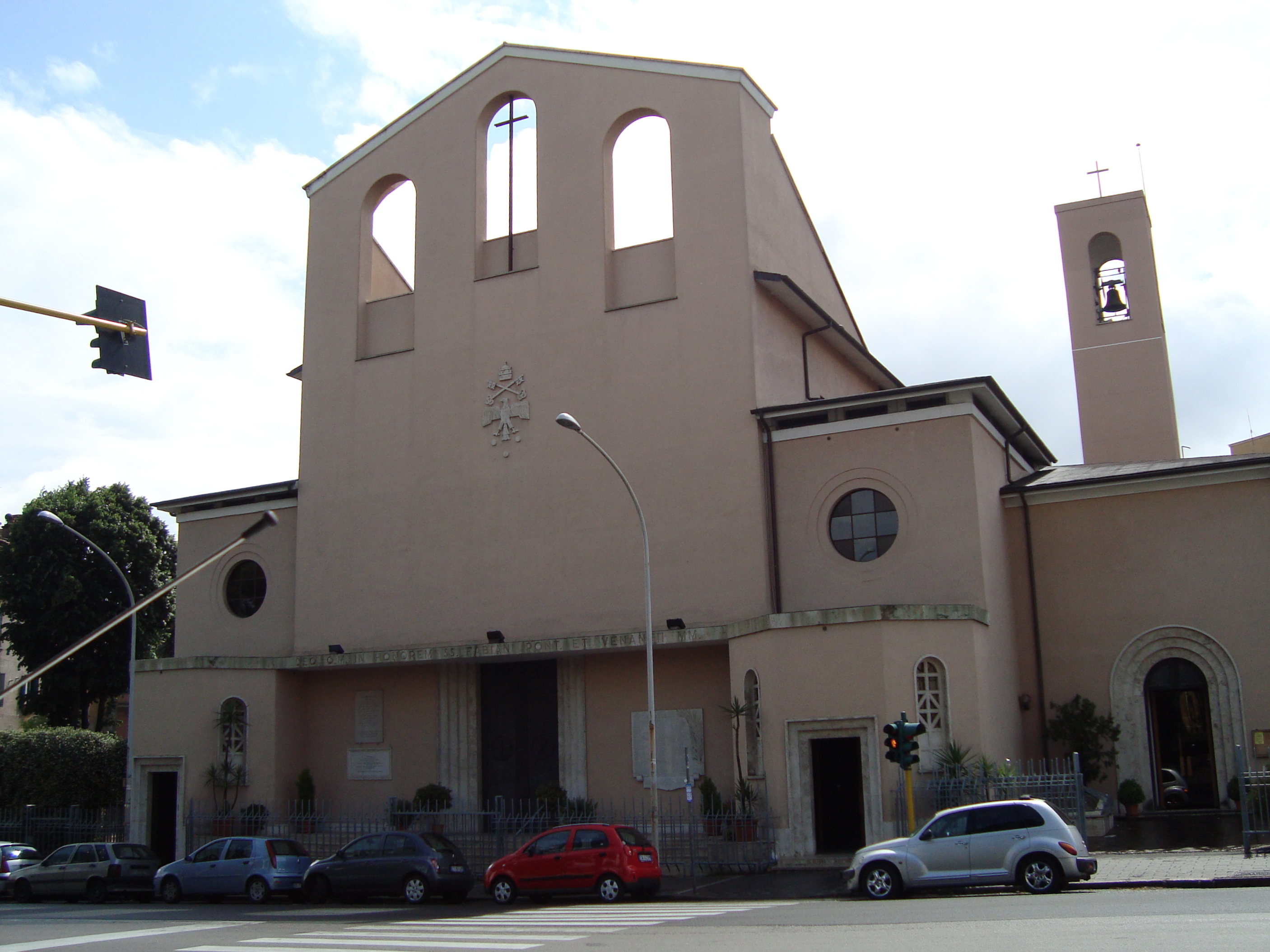
Fasada kościoła

Wnętrze kościoła jest trójnawowe bez transeptu, z trójboczną apsydą.
Fasada jest wyższa niż część kościoła za nią położona. W górnej części fasady umieszczona trzy otwory zakończone od góry łukami. Środkowy otwór leży wyżej od bocznych, umieszczono w nim metalowy krzyż.
Dzwonnica została zbudowana na planie kwadratu i przykryta płaskim dachem.
Nawę główną od naw bocznych oddzielają wąskie kolumny. Na końcach naw bocznych umieszczono ołtarze z obrazami uratowanymi z kościoła Santi Venanzio e Ansovino. Ściany wokół nich ozdobiono mozaikami. W prawym ołtarzu bocznym znajduje się wizerunek Madonna della Misericordia otaczany już szczególną czcią w starym kościele.
Po bokach apsydy znajdują się łukowate okna. Prezbiterium zdobią mozaiki. Centralna przedstawia Chrystusa w chwale z patronami kościoła św. Fabianem i św. Wenancjuszem. Natomiast na panelach bocznych umieszczono wizerunki świętych.
W prawej nawie bocznej znajduje się wejście do zewnętrznej kaplicy św. Wenancjusza, w której umieszczono barokowy ołtarz pochodzący z kościoła Santi Venanzio e Ansovino.

## Kardynałowie prezbiterzy
Kościół świętych Fabiana i Wenancjusza w Rzymie jest jednym z kościołów tytularnych nadawanych kardynałom-prezbiterom (Titulus Sanctorum Fabiani et Venantii ad locum vulgo “Villa Fiorelli”). Tytuł ten ustanowił papież Paweł VI 5 marca 1973 roku.
- Hermann Volk (1973-1988)
- Ján Chryzostom Korec SJ (1991-2015)
- Carlos Aguiar Retes (2016-nadal)